# Franklin Square
Franklin Square est une place du centre-ville de Washington, la capitale des États-Unis. Nommée en l'honneur de Benjamin Franklin, elle abrite une statue de John Barry.